# Crotalaria dewildemaniana
Crotalaria dewildemaniana är en ärtväxtart som beskrevs av Rudolf Wilczek. Crotalaria dewildemaniana ingår i släktet sunnhampor, och familjen ärtväxter.

## Underarter
Arten delas in i följande underarter:
- C. d. dewildemaniana
- C. d. oxyrhyncha